# Perrona perron
Perrona perron é uma espécie de gastrópode do gênero Perrona, pertencente a família Clavatulidae.